# Angelo Rossitto

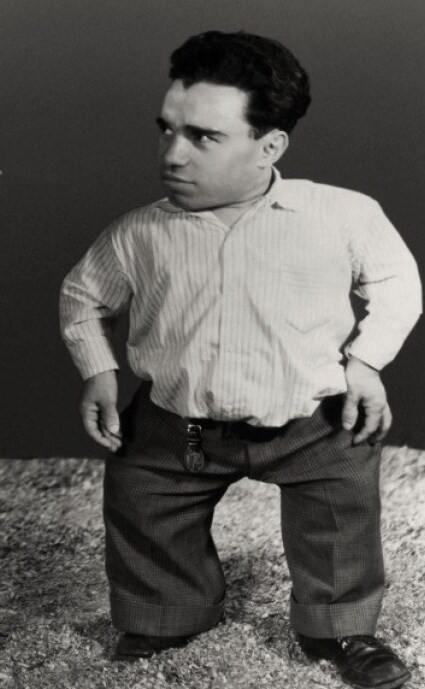
Rossitto in dem Film Freaks

Angelo Rossitto (* 18. Februar 1908 in Omaha, Nebraska; † 21. September 1991 in Los Angeles, Kalifornien) war ein kleinwüchsiger US-amerikanischer Schauspieler. Er war nur 88 Zentimeter groß.

## Leben
Rossitto wurde von John Barrymore entdeckt und hatte sein Leinwanddebüt mit Barrymore in dem späten Stummfilm Der Bettelpoet (1927). Er spielte auch 1932 im kontroversen Film Freaks von Tod Browning und 1938 in Child Bride von Harry Revier. In den 40er Jahren spielte er an der Seite von Bela Lugosi. Über Jahrzehnte gehörte Rossito zu den meistbeschäftigten kleinwüchsigen Schauspielern in Hollywood, ab den 1950er-Jahren kamen neben Filmen auch zahlreiche Fernsehauftritte hinzu. In der Krimiserie Baretta hatte er in den 1970er-Jahren eine wiederkehrende Rolle als Schuhputzer und Polizeiinformant „Little Moe“. Seine letzte große Rolle war an der Seite von Mel Gibson im Film Mad Max – Jenseits der Donnerkuppel von 1985.
Er wurde im Forest Lawn Memorial Park in Hollywood Hills bestattet.

## Filmografie (Auswahl)
- 1927: Die letzten Tage von San Francisco (Old San Francisco)
- 1927: Der Bettelpoet (The Beloved Rogue)
- 1928: Wenn die Großstadt schläft (While the City Sleeps)
- 1928: Die Teufel der Nordsee (The Viking)
- 1932: Freaks (Freaks)
- 1935: Ein Sommernachtstraum (A Midsummer Night's Dream)
- 1939: Der Zauberer von Oz (The Wizard of Oz)
- 1944: Das Spinnennest (The Spider Woman)
- 1944: Ali Baba und die vierzig Räuber (Ali Baba and the Forty Thieves)
- 1950: Zorros Tochter (Bandit Queen)
- 1950: Der Baron von Arizona (The Baron of Arizona)
- 1950: Buschteufel im Dschungel (Pygmy Island)
- 1957: Invasion of the Saucer Men
- 1967: Doctor Dolittle
- 1971: Draculas Bluthochzeit mit Frankenstein (Dracula vs. Frankenstein)
- 1973: Little Cigars
- 1975–1977: Baretta (Fernsehserie, 11 Folgen)
- 1978: Detektiv Rockford – Anruf genügt (The Rockford Files; Fernsehserie, Folge The Competitive Edge)
- 1980: Der unglaubliche Hulk (The Incredible Hulk; Fernsehserie, Folge Sideshow)
- 1980: Galaxina
- 1981: Die total verrückte Highway-Polizei (Smokey Bites the Dust)
- 1983: Das Böse kommt auf leisen Sohlen (Something Wicked This Way Comes)
- 1985: Mad Max – Jenseits der Donnerkuppel (Mad Max Beyond Thunderdome)
- 1987: Die Nacht der Schreie (The Offspring)
- 2018: The Other Side of the Wind [1970–1976 gedreht]